# 威蓝町站
威蓝町站是一个位于墨尔本西南部威蓝町区的鐵路車站，于2013年4月28日开始运营。
车站包括：
- 高标准车站状态, 每周七天，从第一个到最后一班列车，都有工作人员值班。
- 新的公交车站。
- 一个500个车位的停车场，一个私家车立停即走区域，一个出租车区域。
- 一个岛式火车等候台。
- 行人和自行车接入点。
- 一个穿越王子高速公路，连接库克角的华莱士大道的过街人行桥。

## 成本
以2011年的货币价值计算，车站的成本为8600万澳元（约5亿5304万人民币），道路成本为2400万澳元（约1亿5433万人民币）。过高的成本受到了维多利亚公共交通用户协会的批评。